# أغستاش قرمزي
أغستاش قرمزي (الاسم العلمي: Agastache coccinea) نوع نباتي يتبع جنس الأغستاش وينتمي إلى الفصيلة الأغستاش.